# 勒佩雷翁
勒佩雷翁（法語：Le Perréon，法語發音：[lə peʁeɔ̃]）是法国罗讷省的一个市镇，属于索恩河畔自由城区。

## 地理
勒佩雷翁（46°3'47"N, 4°36'2"E）面积14.58 平方千米，位于法国奥弗涅-罗讷-阿尔卑斯大区罗讷省，该省份为法国中东部省份，北起顺时针与索恩-卢瓦尔省、安省、里昂大都会、伊泽尔省和卢瓦尔省接壤。
与勒佩雷翁接壤的市镇（或旧市镇、城区）包括：马尔尚、克拉韦索勒、博若莱地区坎谢、圣艾蒂安拉瓦雷讷、博若莱地区沃。

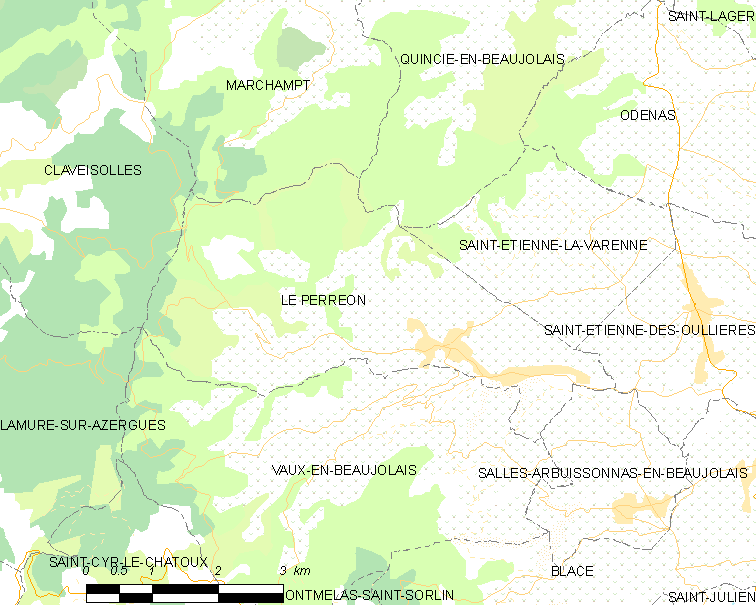
勒佩雷翁的OSM定位图

勒佩雷翁的时区为UTC+01:00、UTC+02:00（夏令时）。

## 行政
勒佩雷翁的邮政编码为69460，INSEE市镇编码为69151。

## 政治
勒佩雷翁所属的省级选区为格莱泽县。

## 人口

1962-2008年间勒佩雷翁人口变化图示

勒佩雷翁于2022年1月1日时的人口数量为1496人。